# NGC 7275
NGC 7275 is een spiraalvormig sterrenstelsel in het sterrenbeeld Pegasus. Het hemelobject werd op 9 september 1863 ontdekt door de Duits astronoom Albert Marth.

## Synoniemen
- UGC 12025
- MCG 5-52-19
- ZWG 494.25
- PGC 68774